# 網路藥房
網路藥房，（英語：online pharmacy，也稱為internet pharmacy，或是mail-order pharmacy）是在互聯網（也稱為網際網路）上營運的藥房，接受訂單之後再透過郵務、快遞公司、或其他的運送方式把藥物送交客戶。
網路藥房體系包含有下列組成份子：
- 藥品福利管理者–管理客戶公司處方藥計劃的機構。
- 與訂購者在同一國家/地區的合法網路藥房。
- 與訂購者在不同國家/地區的合法網路藥房。這種類型的藥房通常由當地國核發執照，遵循當地國法規，而非國外的法規。
- 非法或犯罪型的網路藥房。這些藥房的網頁所顯示的所在國家，以及證照，可能都是捏造。這類"藥房"送出的是可能過期藥物，甚至是偽藥（英语：Counterfeit medications），並且未遵循標準的安全程序操作。

## 送貨到府
常規的'實體'藥房通常有由藥廠控制的藥物配送系統，經過充分的驗證，並遵循嚴謹的運送規範。藥物的送貨到府服務或許有其便利性，但可能會在配送時會有運送環境條件無法控制的問題。
利用郵件和包裹寄送，對於溫度敏感的藥物而言，會有顧慮。無法控制的運輸條件包括實際溫度高於或者低過藥物需要的儲存環境。例如，美國食品藥品監督管理局（FDA）發現陽光下戶外信箱中的溫度會高到華氏136度（攝氏58度），而周圍的空氣溫度僅為華氏101度（攝氏38度）。
限時郵件和快遞公司的服務可縮短運輸時間，而且是到府服務（不僅是投入信箱）。使用隔熱運輸容器可控制溫度，降低藥物安全性和功效受到影響的風險。

## 風險與問題
- 非法或犯罪型的藥房有時會把過期的、調換過的、或是偽藥交給訂戶。[2][3][4][5]
- 有時，網路藥房可能不是置身在他們所宣稱的國家/地區。例如，一項對自稱來自加拿大的藥物所做的研究顯示，許多實際上是來自其他的國家，而且往往是偽藥。[6]
- 未成年人可在沒有成年人監護的情況下訂購管制藥物。
- 其他的問題有：缺乏隱私保護、包裝不良、無法確定是否會發生藥物相互作用、以及其他問題。[7]

## 討論

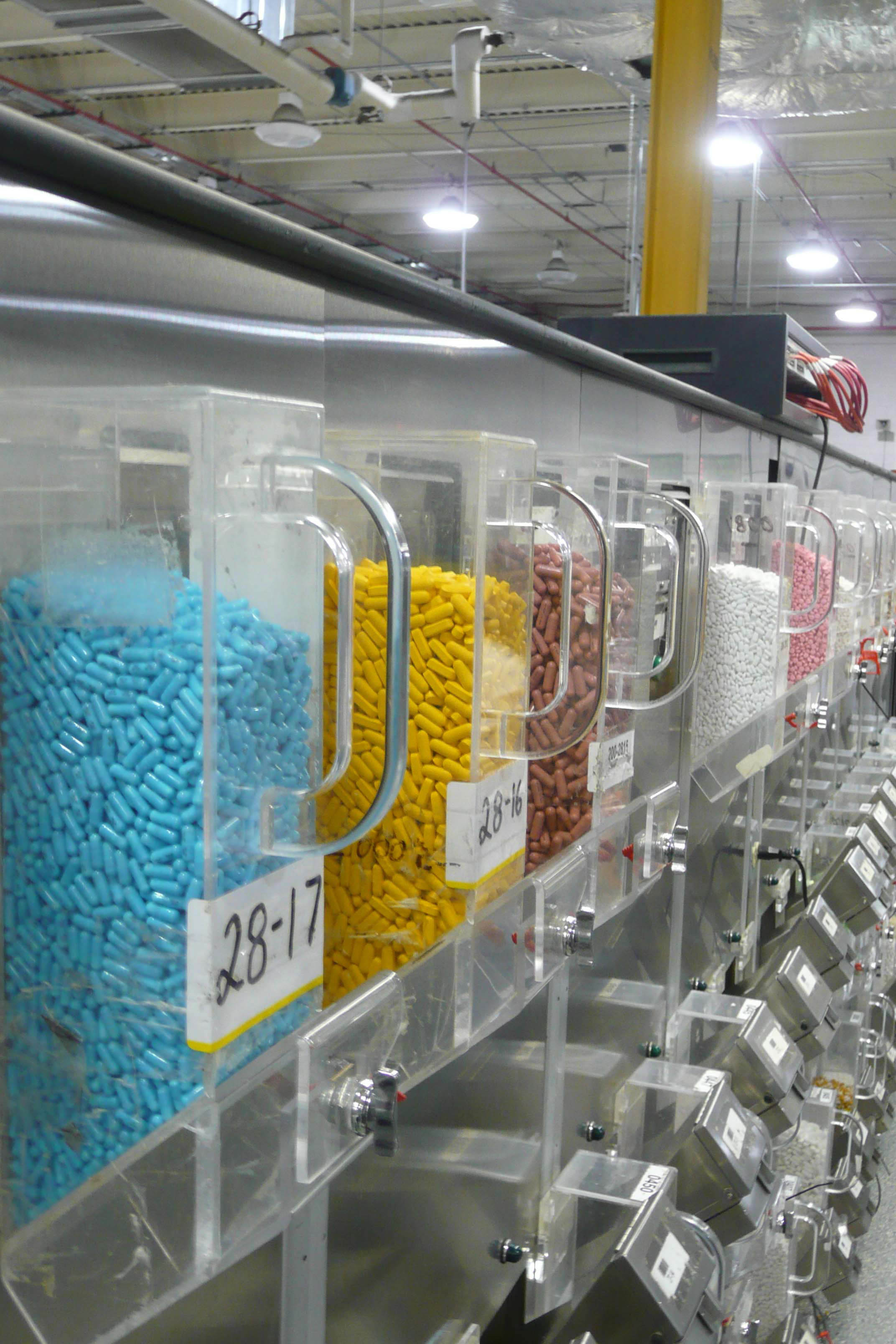
網路藥房中自動配藥機器上裝載藥物的容器。

合法的網路藥房與社區藥房有些相似；兩者主要的區別是在下單和收貨的方式。有人認為在網上訂購，取代親自去社區藥房，會方便許多。
許多網路藥房只根據處方來提供處方藥，但有些藥房不會要求客戶提供書面處方，因為在某些國家購買藥物並不一定需要處方。一些顧客從這類網路藥房訂購藥物，為的是省掉看醫生的費用以及方便的緣故，或者是獲取醫生不願意開立的藥物。在處方藥價格昂貴的美國和其他國家/地區的人們可能會為了省錢，而轉往網路藥房購買。在美國設立網路藥房，必須獲得美國國家藥房協會（NABP）的核准。美國許多信譽良好的網站都會僱用醫生做開藥請求的審核，然後才開立處方。而有些網站是不用處方或未經醫生審查過就提供藥物。批評者認為這種做法會有潛在風險，尤其是在只有醫生才能可靠的評估用藥是否有禁忌因素、對特定人的醫療適用性、以及做用藥風險/益處衡量。若是藥房在沒處方，又未經醫生審查或監督就提供藥物，往往會涉及詐欺，提供的藥物可能是偽造的、無效的、而且是危險的。

## 國際消費者
國際消費者有時會從本國或其他國家的網路藥房購買藥物。這些藥房中有些會要求處方箋，而有些則不需要。在不需要處方箋的藥房中，有些會請客戶在訂購時填寫健康調查表。合法網路藥房提供的許多藥物都是由知名藥廠所生產，例如輝瑞、惠氏、羅氏，印度的通用名藥物製造商如Cipla和蘭伯西實驗室、以及以色列的梯瓦製藥工業有限公司。但是，患者仍然不易確定這類藥房是否合法。那些詭異的網路藥房，他們的身份、背景、和貨源就很難查證。一項在荷蘭三個城市所做的研究發現，市面上的西地那非（即威爾剛，或稱偉哥）有60％以上是從非法來源取得。在美國企業研究院服務的羅傑·貝特曾對透過網路購買的數百種處方藥做測試，發現只有合法取得執照的網路藥房（對國內和國際市場銷售）會銷售合法製造的藥物。

## 美國消費者
網路藥房販售的藥物標價是一大吸引力。有時購買者在外國網路藥房支付的費用僅為美國標價的20％到50％，或甚至更低（即節省可達50%到80%）。《華盛頓郵報》報導說"數以百萬計的美國人轉向墨西哥和其他國家尋找廉價藥物"，而且"美國海關估計，每年有1,000萬名美國公民經過陸地邊界攜入藥物。另外每年還有200萬包藥物會透過國際郵件從泰國、印度、南非、和其他國家/地區寄達美國。更多的是從加拿大網路藥房進口的藥物包裹。" 根據2006年《華爾街日報 /哈里斯線上民意調查》的調查結果，美國人中有80％讚成從加拿大和其他國家進口藥物。與這類進口藥物的獨立相關因素有：年齡高於45歲、居住在美國南部或西部地區、西班牙裔、大學教育程度、貧窮或是接近貧窮、不具有美國公民身份、曾去過發展中國家旅行、無醫療保險覆蓋、家庭醫療相關的自付費用高昂、不易取得醫療衛生提供者的服務、自我報告的健康狀況處於尚可或較差狀態、透過網路購買處方藥、以及透過網上聊天取得醫療知識。
美國前總統巴拉克·歐巴馬曾支持一項允許美國人從其他國家購買便宜藥物的計劃。在2016年所做的一項研究顯示，提供醫療保險可大幅減少個人進口處方藥，以及伴隨而來的偽藥、摻假、和不合格藥物的風險。提供醫療保險在減少美國個人進口藥物方面，尤其對於西班牙裔、在拉丁美洲/俄羅斯/或歐洲出生、以及曾前往發展中國家旅行的人特別有效。歐洲官方醫學雜誌《臨床治療學（雜誌）》月刊上刊登的一份報告說，藥物透過網路銷售不斷增長的結果，讓美國消費者曝露在隨之而來的偽藥風險，全球偽藥銷售金額（包括網路以及非網路）估計在2010年達到750億美元。根據經濟合作與發展組織（OECD）在2015年的估計，這個金額在2013年約有2,000億美元。
美國國家經濟研究所發表的一篇獨立研究報告顯示，經過某些認證機構驗證過的美國和國外的網路藥房會銷售真實藥物，而且會要求購買者提示處方。在這項研究中，被pharmacy checker.com核准的國際和美國網路藥房、由美國國家藥房協會的VIPPS（Verified Internet Pharmacy Practice Sites）計劃，或是LegitScript核准的美國網路藥房、以及經加拿大國際藥房協會核准的加拿大網路藥房，從前述這幾類被核准藥房所訂購的藥物，經過測試的結果均為真實藥物。從未經認證過的網路藥房所訂購的產品，經測試後被發現有9％是偽藥。
被美國國家藥房協會認可的兩項網路藥房認證計劃中，VIPPS計劃是其中之一（成立於1999年），由美國國家藥房協會本身營運。FDA會指引有興趣使用網路藥房的人到VIPPS的網站。另一個計劃是LegitScript，截至2010年9月，LegitScript已為340多家網路藥房提供合規認證，並標示出47,000多家"詭異"的網路藥房。在加拿大和所有向美國人出售處方藥的非美國網路藥房，無論他們已有什麼認證，都無法獲得VIPPS和LegitScript計劃的核准。

### 海外網路藥房和美國法律
透過網路從海外購買藥物進入美國的合法性和風險，取決於所購買藥物的特定種類和數量。
FDA認為，許多網路藥房受到有組織的犯罪網絡控制，這些藥房不要求處方即出售非法藥物。2014年，美國FDA與其他美國聯邦和國際機構，以及如Google等科技公司合作，對出售藥物給美國消費者的網站採取法律行動。在美國有數百家合法網路藥房，它們受到美國聯邦法律管轄。
FDA認為互聯網名稱與數字地址分配機構（ICANN）應採取更多措施以阻止，還有制裁被視為非法的藥房網站。ICANN明確表述他們沒有職權去關閉藥房的網站，ICACC在網站上登載一篇說帖："各方對全世界各地網站，何種行為算是構成非法活動有不同的意見時，ICANN並非法院，無權解決這種爭議。" 一個捍衛網路民權的非營利組織電子前哨基金會認為製藥產業對互聯網的影響就是一種審查制度，會威脅到美國消費者，影響他們透過網路藥房取得其他國家/地區合法藥品的能力。
有項名為“安全進口行動計劃”的提案，建議允許美國各州、藥物批發商、和藥房（而非患者個人）從加拿大網路藥房購買藥物。

### 美國執法行動
- 從海外藥房購買管制藥物屬於違法。從事這種行為的人違反數項處罰嚴厲的聯邦法律。
- 美國海關和邊境保護局可扣押內含處方藥的國際包裹。如果收件人不回應，並且提出他們有權接收這些藥物的證據（例如，有效的處方箋），包裹最終會被退返給寄件人。[35]實際上，每天裝有處方藥，寄送到美國的的包裹的數量遠超過保護局的檢查能力。[36]在過去即使包裹不是從加拿大寄出或者不符合《美國法典》（第21卷，第844章）的規定也常可通過海關。2006年，一些加拿大藥房報告說，由美國消費者訂購的藥物，有"多達5％"被美國海關查扣。[37]
- 除非進口數量龐大（暗示有分銷意圖）或是對公眾健康構成威脅（例如鴉片類藥物、苯丙胺（安非他命）），通常美國輯毒局（英语：Drug Enforcement Administration）（DEA）和FDA [38]不會針對消費者採取行動。
- 地方級的執法機構很少會根據藥物進口法律採取行動，但仍會發生。例如在2005年6月，在路易斯安那州的巴頓魯治的當地執法人員逮捕幾名網路藥房客戶，罪名是未有處方卻擁有管制藥物。[39]
- 從海外進口管制藥物的行為違反《美國法典》第21卷，第952章（對於進口非麻醉藥物-第III、IV、或V類藥物，最高可處5年監禁和25萬美元的罰款；對於麻醉藥物和第I和II類藥物，刑罰更重）。沒有處方就擁有管制藥物的行為就違反《美國法典》第21卷，第844章（最高處以一年監禁和1,000美元罰款）。FDA不承認電子處方：FDA認為處方要有效，患者與開立處方者之間必須存在面對面的關係。許多網路藥房認為，確切構成“面對面”關係的主觀定義是如果患者提交病歷記錄要求開立藥物處方，這種行為就可被當作適用治療的附件。法典中第956章和第1301章為攜帶（而非郵寄）少量管制物質進出美國的人，給予免稅待遇。
- 進口未經核准的處方藥（不一定是管制藥物），縱然是作個人用途，也違反法典中第21卷第301（aa）章的規定。[38]《美國聯邦食品、藥品和化妝品法案》的確允許進口未經核准的新藥（而沒有已獲核准的美國版本）。但是，這條款不允許進口美國核准藥物的外國製造品。
- 法律進一步規定，執法應致力處理對公共衛生構成威脅的個人進口，如果對個人並無不合理的風險時，可酌予允許進口。[40]
- 進口未經核准的藥物也是違法的（《美國法典》第21卷第331（d）和355（a）章）；但是，FDA的政策是在某些情況下，允許患者保留這些藥物。[41]
- 美國各州可實施有關規範處方藥和管制藥物的進口、擁有、和販運的法律。[42]
- 在過去好些年，內華達州、[43]明尼蘇達州、伊利諾伊州、和威斯康辛州均透過官方計劃，幫助州民從國外訂購低成本藥物。

#### 郵件詐欺
所有網路藥房都在網路上（互聯網）銷售，但必須利用郵件寄交產品。未有處方而出售歸類為受控藥物法案分類中的許多藥物屬於非法（處方藥也可寫為Rx-only drugs ，或是legend drugs），寄件公司會因郵件詐欺而遭受美國郵政檢查局起訴，也會被美國輯毒局、美國國家稅務局（IRS）、美國國土安全部（DHS）、FDA的刑事調查辦公室、美國司法部、國際刑警組織（INTERPOL）、和美國移民與海關執法局（ICE）調查並由聯邦起訴，其中不乏由許多機構共同合作，進行調查的情形。

## 保加利亞消費者
所有保加利亞的網路藥房必須在保加利亞藥物管理局（Bulgarian Drug Agency，BDA）註冊，BDA控制藥物交易，如果對藥物品質和安全性有疑問時，會進行審查。藥房的網頁上有BDA徽章和藥房註冊證書，證明這家藥房已獲得認可。在網頁上單擊徽章可聯結到BDA的官方頁面。藥房網頁必須包含有藥房名稱，地址，註冊號碼及其管理者的資訊。

## 銷售予美國客戶的加拿大網路藥房
從加拿大最受客戶敬重的網路藥房購買處方藥，而購得的藥物通常不是加拿大製造，而是來自加勒比海地區或是東歐的國家。這些加拿大網路藥房的藥物來源地是價格便宜的第三方國家，但用的是加拿大的價格販售；所供應的藥物之中常有偽藥的問題。有些藥劑師因為涉及道德問題而退出不做。2014年，加拿大衛生部禁止加拿大最大的網路藥物零售商做批發銷售。三家出售藥物給美國消費者的加拿大網路藥房中，它們的經營者，一位被監禁，一位退出，第三位因涉嫌犯罪行為而受到調查。在美國的藥房，尤其是CVS藥局，也犯下同樣的錯誤。

## 印度消費者
"印度對在電視或互聯網上作藥物廣告的監管控制不足"，加上印度電子商務的增長，導致當地人民使用網路藥房的機會顯著增加。印度政府計劃在三年內斥資50億盧比（折合7,050萬美元），為500萬人提供電腦教育，以促進印度公民在電子教育、電子醫療衛生、和電子政府服務領域獲得政府的服務。預計印度的醫療衛生提供者在2014年，在資訊技術產品和服務上要花費789.2億盧比（11億美元），這類技術可幫助該國實現其醫療衛生的目標。

### 印度網路藥房的法律地位
印度並無專門針對網路藥房制定的法律，但有各式的法律間接地管到網路藥房。《1940年藥品和化妝品法案（印度）》和《1945年藥品和化妝品法施行細則（印度）》包含有關出售H類和X類藥物的準則，必須持有處方才能取得藥物。細則對於藥物標籤和條形碼也有專門的規定。
馬哈拉施特拉邦食品藥品監督管理局在2015年搜查位於孟買、塔那、和浦那三個城市的27家網路藥房，並沒收價值200萬盧比的藥物。
德里高等法院在公益訴訟（Public Interest Litigation）聽證會上聽過艾哈邁德·扎海爾（Ahmed Zaheer）醫生的證詞之後，於2018年12月12日禁止在印度從事網上銷售藥物的行為。這項命令把透過互聯網銷售藥物的行為視為非法。請願禁止網路藥房的人辯稱，藥物的銷售只能在根據《1940年藥品和化妝品法案（印度）》取得執照的場所進行。網路藥房把藥物送達家庭即違反這項法律。雖然這項禁令到2019年底尚未解除，德里高等法院仍需安排聽證，但是印度的網路藥房業務仍然在擴大之中。

## 巴基斯坦消費者
2015年，《巴基斯坦藥物監督管理法案（Drug Regulatory Authority of Pakistan Act）》 通過，像順勢療法、草藥醫學、尤那尼醫學、對抗療法、和營養保健的產品均需註冊。這表示只有經過註冊的零售藥房才能把處方藥、非處方藥、以及前述註冊產品銷售給社會大眾。
在巴基斯坦銷售藥物，均受《1976年藥物法案》約束。

## 英國消費者
英國有超過200萬人定期從網路藥房購買藥品；有些是合法的，但有些則是"做法危險"，可能會危害到兒童。2008年，英國皇家藥學會（RPSGB）引入綠色十字徽章，以幫助人們識別經過認可的網路藥房（從2010年開始，網路藥房的徽章計劃由通用藥物委員會（GPhC）管理）。
歐洲註冊藥劑師之間簽訂有互惠協議，允許他們通過在通用藥物委員會註冊之後在英國執業。
英國第一家網路藥房是Pharmacy2U，於1999年開始營運。英國自2005年對國民保健署（NHS）的藥房法規作更改，允許網路藥房為NHS的處方配藥之後，英國一直是實施網路藥房的先驅領導者。以這種方式提供的藥物往往是因為醫生拒絕為患者開立處方，或者要私下收取開立處方費，而接受NHS治療的患者，對於處方藥費用，或者只需支付固定費用，或者是免費（被歸類為生活方式藥物，例如因旅行而取得的抗瘧藥和醫療器械為例外）
）。自2015年7月起，藥物和產品管理局（Medicines and Products Regulatory Agency，MHRA）要求藥物的網路銷售商在它們的網頁上的每一頁都顯示歐盟徽章，而透過歐盟徽章可聯結到藥房在MHRA的註冊登記資料。
在英國，網路藥房通常會與網路醫生串聯。醫生透過網路諮詢並開立處方。僱用醫生的公司必須在醫療品質委員會註冊。網路診所僅能開立數目不多的藥物，也不能代替常規的外科醫生。醫生有多種進行網路諮詢的方式。有時幾乎只是用問卷調查來完成。客戶通常支付的費用包括諮詢費、處方費、還有藥物費用。
截至2016年4月，英國的英格蘭有46家註冊網路藥房。2017年4月，其中一家Doctor Matt Ltd因為對於申請處方的評估不周而被醫療品質委員會暫停營業許可，另有有六家公司在檢測後收到警告，要求改進。
Pharmacy2U於2018年6月聲稱，透過網路藥房配藥，每年可為NHS節省高達4億英鎊的費用，但這種說法受到到其他藥房組織的質疑。

## 外部連結
- FDA Enforcement Policy Regarding the Personal Importation of Violative Drugs (unapproved drugs in the U.S.) （页面存档备份，存于） — U.S. Customs and Border Protection
- Most Online Pharmacies Fake, FDA Warns （页面存档备份，存于）, October 2, 2012, WebMD Health News